# Robin Denton
Robin Lesley Denton (* um 1950), geborene Robin Lesley Glenie, ist eine neuseeländische Badmintonspielerin.

## Karriere
Robin Denton wurde 1969 erstmals nationale Meisterin in Neuseeland. 1970, 1974 und 1982 nahm sie an den Commonwealth Games teil, wobei sie bei ihrer letzten Teilnahme dort Bronze im Mixed mit Steve Wilson gewann.

## Sportliche Erfolge
| Saison | Veranstaltung                 | Disziplin   | Platz | Name                            |
| ------ | ----------------------------- | ----------- | ----- | ------------------------------- |
| 1969   | Neuseeländische Meisterschaft | Dameneinzel | 1     | Robin Glenie                    |
| 1970   | Neuseeländische Meisterschaft | Damendoppel | 1     | Robin Glenie / Alison Glenie    |
| 1973   | Neuseeländische Meisterschaft | Damendoppel | 1     | Robin Denton / Alison Branfield |
| 1982   | Commonwealth Games            | Mixed       | 3     | Steve Wilson / Robin Denton     |
| 1982   | New Zealand Open              | Dameneinzel | 1     | Robin Denton                    |